# الحرب العثمانية–البندقية (1463–1479)
الحرب العثمانية–البندقية الأولى هي حرب نشبت بين الدولة العثمانية من جهة وجمهورية البندقية وحلفائها من جهة أخرى، وكانت هذه الحرب أطول أمداً وأشد عنفاً حيث استغرقت حوالي 17 عاماً من عام 1463 إلى غاية 1479. وقد بدأت بعد فترة وجيزة من فتح القسطنطينية واستيلاء العثمانيين على بقايا الإمبراطورية البيزنطية. وانتهت بهزيمة البنادقة وتنازلهم عن عدة أراضي في ألبانيا واليونان، أهمها جزيرة وابية.

## الخلفية
بعد الحملة الصليبية الرابعة (1203-1204)، قُسِّمت أراضي الإمبراطورية البيزنطية بين العديد من الدول الغربية التابعة للكنيسة الرومانية الكاثوليكية (اللاتينية) الصليبية، والتي أُعلن عنها في الفترة التي عرفت باليونانية باسم لاتينوكراتيا. على الرغم من انبعاث الإمبراطورية البيزنطية من جديد في عهد أسرة باليولوج في القرن الثالث عشر، إلا أن العديد من هذه الدول «اللاتينية» قد استمرت حتى ظهور قوة جديدة، مثل الدولة العثمانية. ومن بين أهم هذه المشاكل كانت جمهورية البندقية، التي عملت على إنشاء إمبراطورية بحرية واسعة، والتي تسيطر على العديد من الممتلكات الساحلية والجزر في البحر الأدرياتيكي، والبحر الأيوني، وبحر إيجة. في أول نزاع مع العثمانيين، فقدت البندقية بالفعل مدينة تسالونيكي في عام 1430، بعد حصار دام لمدة طويلة، ولكن بحسب معاهدة السلام الناتجة عن ذلك تم الحفاظ على الممتلكات الفينيسية الأخرى آمنة.
في عام 1453، استولى العثمانيون على العاصمة البيزنطية، وهي القسطنطينية، واستمروا في توسيع أراضيهم في البلقان، وآسيا الصغرى، وبحر إيجة. تم غزو صربيا في عام 1459، وكانت آخر بقايا البيزنطية، وقد تم إخضاع مقاطعة ديسبوتية المورة وإمبراطورية طرابزون بين عامي 1460-1461. أصبحت البندقية، التي تسيطر على كل من دوقية الأرخبيل وجمهوريتي جنوة ولسبوس وخيوس، أصبحت هي نفسها دولة تابعة في عام 1458، فقط حتى تم ضم الطرف الثاني مباشرة بعد ذلك بأربع سنوات. وبالتالي، فإن التقدم العثماني قد شكَّل تهديدًا قويًا للولايات التابعة للبندقية في جنوب اليونان، وخاصةً بعد الفتح العثماني للبوسنة في عام 1463 على ساحل البحر الأدرياتيكي أيضًا.

## اندلاع الحرب
وفقًا لما ذكره المؤرخ اليوناني مايكل كريتوبولوس، فقد بدأت أعمال القتال نتيجة فرار أحد الرقيق الألبانيين من القائد العثماني لأثينا وتوجهه نحو الحصن الفينيسي في كورون (مدينة كوروني) ومعه 100،000 آقجة من الفضة التي سرقها من سيده. ثم تحول الهارب إلى المسيحية، لكن السلطات الفينيسية قد رفضت طلبات تسليمه للعثمانيين. وباستخدام هذا كذريعة، في نوفمبر من عام 1462، هاجم توراهانوغلو عمر بيك، القائد العثماني في وسط اليونان، وكاد أن ينجح في أخذ قلعة ليبانتو (نافباكتوس) الفينيسية التي تتمتع بموقع استراتيجي هام للغاية. في 3 أبريل عام 1463، استولى حاكم موريا، عيسى بيغ ايشاكوفيتش، على مدينة أرغوس وذلك عن طريق خيانة بعض الضباط.
على الرغم من أن البندقية، التي تعتمد على التجارة مع العثمانيين، كانت في الماضي غير راغبة في مواجهتهم في الحرب، إلا أن رجوح البابوية، والكاردينال بيسلاريون، والخطاب المؤثر من قِبَل عضو المجلس الموقر فيتوتوري كابيلو، قد قلبا الميزان، وفي 28 يوليو، صوَّت مجلس الشيوخ بأغلبية ضئيلة لصالح إعلان الحرب على مقر الباب العالي. استغل البابا بيوس الثاني هذه الفرصة لتشكيل حملة صليبية أخرى ضد العثمانيين: في 12 سبتمبر من عام 1463، وقَّع ملك البندقية إلى جانب الملك المجري ماتياس كورفينوس تحالفًا مشتركًاـ والذي تلاه في 19 أكتوبر تحالف آخر مع البابا والدوق فيليب الطيب من دوقية بورغونيا. وبحسب ما جاء في هذه المعاهدة، فإن البلقان سوف تنقسم بين الحلفاء بعد تحقيق النصر. وستقع منطقة موريا والساحل اليوناني الغربي (إبيروس) في فينيسيا، إذ ستتمكن المجر من الحصول على بلغاريا، وصربيا، والبوسنة، والأفلاق، وإمارة ألبانيا تحت ولاية إسكندر بك، وستتوسع لاحقًا إلى مقدونيا، أما بقية الأراضي الأوروبية ستخضع لحكم العثمانيين، بما في ذلك القسطنطينية، التي سوف تشكل إمبراطورية بيزنطية جديدة تحت حكم أفراد عائلة بالايجوس الباقين على قيد الحياة. بدأت المفاوضات مع منافسين آخرين للعثمانيين، مثل إمارة قرمان، وأوزون حسن، وخانية القرم.